# Шевченко, Глеб Вячеславович
Гле́б Вячесла́вович Шевче́нко (бел. Глеб Вячаслававіч Шаўчэнка; род. 17 февраля 1999, Мозырь, Гомельская область) — белорусский футболист, защитник московского «Торпедо».

## Клубная карьера
Воспитанник мозырьской СДЮШОР №1.
В 2015 году начал играть за дубль местной «Славии», а в сезоне 2016 попал в основной состав.
3 июля 2016 года дебютировал в Высшей лиге, выйдя на замену во второй половине матча против минского «Динамо».
В марте 2017 года продлил контракт с мозырьским клубом. Сезон 2017 начинал качестве игрока замены, а летом закрепился в стартовом составе «Славии».
Пропустил старт сезона 2018 из-за травмы. Вернулся на поле в июне и вскоре начал играть в стартовом составе, где помог «Славии» выиграть Первую лигу.
В январе 2021 года перешел в солигорский «Шахтёр». 2 марта 2021 года дебютировал за клуб в матче на Суперкубок Беларуси против «БАТЭ».
В сезонах 2021 и 2022 в составе «Шахтёра» становился чемпионом Беларуси.
13 июля 2023 года был куплен московским «Торпедо». В сезоне 2024/25 с клубом стал серебряным призёром Первой лиги.

## Карьера в сборной
Осенью 2017 года в составе юношеской сборной Беларуси принял участие в отборочном раунде чемпионата Европы.
10 ноября 2017 года дебютировал за молодежную сборную Беларуси, выйдя в стартовом составе в товарищеском матче против сборной Литвы. Позже стал основным игроком молодежной сборной.
2 июня 2021 года дебютировал в составе национальной сборной Беларуси в товарищеском матче против сборной Азербайджана, выйдя на замену во втором тайме.

## Статистика выступлений

### Клубная
| Выступление      | Выступление      | Выступление      | Лига | Лига | Кубки | Кубки | Еврокубки | Еврокубки | Итого | Итого |
| Клуб             | Лига             | Сезон            | Игры | Голы | Игры  | Голы  | Игры      | Голы      | Игры  | Голы  |
| ---------------- | ---------------- | ---------------- | ---- | ---- | ----- | ----- | --------- | --------- | ----- | ----- |
| Славия-Мозырь    | Высшая лига      | 2016             | 2    | 0    | 1     | 0     | —         | —         | 3     | 0     |
| Славия-Мозырь    | Высшая лига      | 2017             | 18   | 0    | 1     | 0     | —         | —         | 19    | 0     |
| Славия-Мозырь    | Первая лига      | 2018             | 19   | 4    | 3     | 1     | —         | —         | 22    | 5     |
| Славия-Мозырь    | Высшая лига      | 2019             | 22   | 0    | 3     | 0     | —         | —         | 25    | 0     |
| Славия-Мозырь    | Высшая лига      | 2020             | 24   | 2    | 1     | 0     | —         | —         | 25    | 2     |
| Славия-Мозырь    | Итого            | Итого            | 85   | 6    | 9     | 1     | —         | —         | 94    | 7     |
| Шахтёр           | Высшая лига      | 2021             | 26   | 1    | 3     | 0     | 2         | 0         | 31    | 1     |
| Шахтёр           | Высшая лига      | 2022             | 28   | 0    | 3     | 0     | 2         | 0         | 33    | 0     |
| Шахтёр           | Высшая лига      | 2023             | 12   | 0    | 1     | 0     | —         | —         | 13    | 0     |
| Шахтёр           | Итого            | Итого            | 66   | 1    | 7     | 0     | 4         | 0         | 77    | 1     |
| Торпедо (Москва) | Первая лига      | 2023/24          | 29   | 0    | 1     | 0     | —         | —         | 30    | 0     |
| Торпедо (Москва) | Первая лига      | 2024/25          | 32   | 0    | 0     | 0     | —         | —         | 32    | 0     |
| Торпедо (Москва) | Первая лига      | 2025/26          | 5    | 1    | 0     | 0     | —         | —         | 5     | 1     |
| Торпедо (Москва) | Итого            | Итого            | 66   | 1    | 1     | 0     | —         | —         | 67    | 1     |
| Всего за карьеру | Всего за карьеру | Всего за карьеру | 217  | 8    | 17    | 1     | 4         | 0         | 238   | 9     |

### Матчи за сборную
| Матчи Шевченко за сборную Беларуси | Матчи Шевченко за сборную Беларуси | Матчи Шевченко за сборную Беларуси | Матчи Шевченко за сборную Беларуси | Матчи Шевченко за сборную Беларуси | Матчи Шевченко за сборную Беларуси |
| №                                  | Дата                               | Оппонент                           | Счёт                               | Голы                               | Соревнование                       |
| ---------------------------------- | ---------------------------------- | ---------------------------------- | ---------------------------------- | ---------------------------------- | ---------------------------------- |
| 1                                  | 2 июня 2021                        | Азербайджан                        | 1:2                                | —                                  | Товарищеский матч                  |
| 2                                  | 2 сентября 2021                    | Чехия                              | 1:0                                | —                                  | Отборочные матчи ЧМ-2022           |
| 3                                  | 5 сентября 2021                    | Уэльс                              | 2:3                                | —                                  | Отборочные матчи ЧМ-2022           |
| 4                                  | 8 сентября 2021                    | Бельгия                            | 0:1                                | —                                  | Отборочные матчи ЧМ-2022           |
| 5                                  | 8 октября 2021                     | Эстония                            | 2:0                                | —                                  | Отборочные матчи ЧМ-2022           |
| 6                                  | 16 ноября 2021                     | Иордания                           | 1:0                                | —                                  | Товарищеский матч                  |
| 7                                  | 26 марта 2022                      | Индия                              | 3:0                                | —                                  | Товарищеский матч                  |
| 8                                  | 29 марта 2022                      | Бахрейн                            | 1:0                                | —                                  | Товарищеский матч                  |
| 9                                  | 3 июня 2022                        | Словакия                           | 0:1                                | —                                  | Лига наций УЕФА 2022/2023          |
| 10                                 | 6 июня 2022                        | Азербайджан                        | 0:0                                | —                                  | Лига наций УЕФА 2022/2023          |
| 11                                 | 10 июня 2022                       | Казахстан                          | 1:1                                | —                                  | Лига наций УЕФА 2022/2023          |
| 12                                 | 13 июня 2022                       | Азербайджан                        | 2:0                                | —                                  | Лига наций УЕФА 2022/2023          |
| 13                                 | 22 сентября 2022                   | Казахстан                          | 2:1                                | —                                  | Лига наций УЕФА 2022/2023          |
| 14                                 | 17 ноября 2022                     | Сирия                              | 0:1                                | —                                  | Товарищеский матч                  |
| 15                                 | 20 ноября 2022                     | Оман                               | 2:0                                | —                                  | Товарищеский матч                  |
| 16                                 | 21 марта 2024                      | Черногория                         | 0:2                                | —                                  | Товарищеский матч                  |

Итого: 16 матчей / 0 голов; 4 победы, 2 ничьих, 10 поражений.

## Достижения
«Славия-Мозырь»
- Победитель Первой лиги: 2018
- Итого : 1 трофей

«Шахтёр»
- Чемпион Беларуси (2): 2021, 2022[a]
- Обладатель Суперкубка Беларуси (2): 2021, 2023
- Финалист Суперкубка Беларуси: 2022
- Итого : 4 трофея

«Торпедо» (Москва)
- Серебряный призёр Первой лиги: 2024/25

1. ↑  Солигорский «Шахтёр» был лишён золотых медалей 2022 года. Руководством клуба были организованы договорные матчи, а также осуществлялось неправомерное финансовое стимулирование команд высшей лиги[15].